# 滇西蛇屬
滇西蛇属（学名：Atretium）为游蛇科的一个属。

## 下级分类
本属包括以下物种：
- 绿滇西蛇 Atretium schistosum (Daudin, 1803)
- 滇西蛇 Atretium yunnanensis Anderson, 1879